# João Gomes Marques
João Manuel Gomes Marques (4 de novembro de 1959) é um deputado e político português. Ele é deputado à Assembleia da República na XIV legislatura pelo Partido Social Democrata. Ele também é gestor e empresário.